# دماغه فلیگلی
دماغه فلیگلی (انگلیسی: Cape Fligely) یک دماغه در اقیانوس منجمد شمالی و استان آرخانگلسک کشور روسیه است.